# 平年
公曆中没有闰日的年份叫平年。平年一年365天，闰年366天。1582年是一个平年，但是一年为355天。在公历（格里历）纪年中，平年2月为28天，闰年的2月为29天。因此，1979年、2021年為平年，1980年、2020年逢4的倍数為閏年，平年365日就是52周又1日，闰年366日就是52周又2日。1900年逢100的倍数但非400的倍數故為平年，2000年逢400的倍数又為閏年。
农历的平年是没有闰月的年份。闰年因为有闰月一般是385天，而平年则有354或355天。